# Jacques Bohée
Jacques Bohée est un footballeur français né le 16 août 1929 à Wattrelos et mort le 18 mars 1977 à Roubaix.

## Biographie
Ce joueur formé à l'Excelsior de Roubaix a continué à jouer naturellement au CORT de 1945 à 1953. 
Évoluant au poste de demi, il restera ensuite quatre saisons au Red Star Olympique Audonien. 
En 1957, il part à Vire où il devient entraîneur joueur. Il raccroche les crampons en 1959. 

## Carrière de joueur
- avant 1945 : Excelsior AC Roubaix
- 1945-1953 : CO Roubaix-Tourcoing
- 1953-1957 : Red Star
- 1957-1959 : Vire

## Palmarès
- Participe en 1952 aux Jeux olympiques d'Helsinki en Finlande[3]
- Vice-champion de France D2 en 1955 (avec le Red Star)